# Berjozovaja Rosjtsja (metrostation)

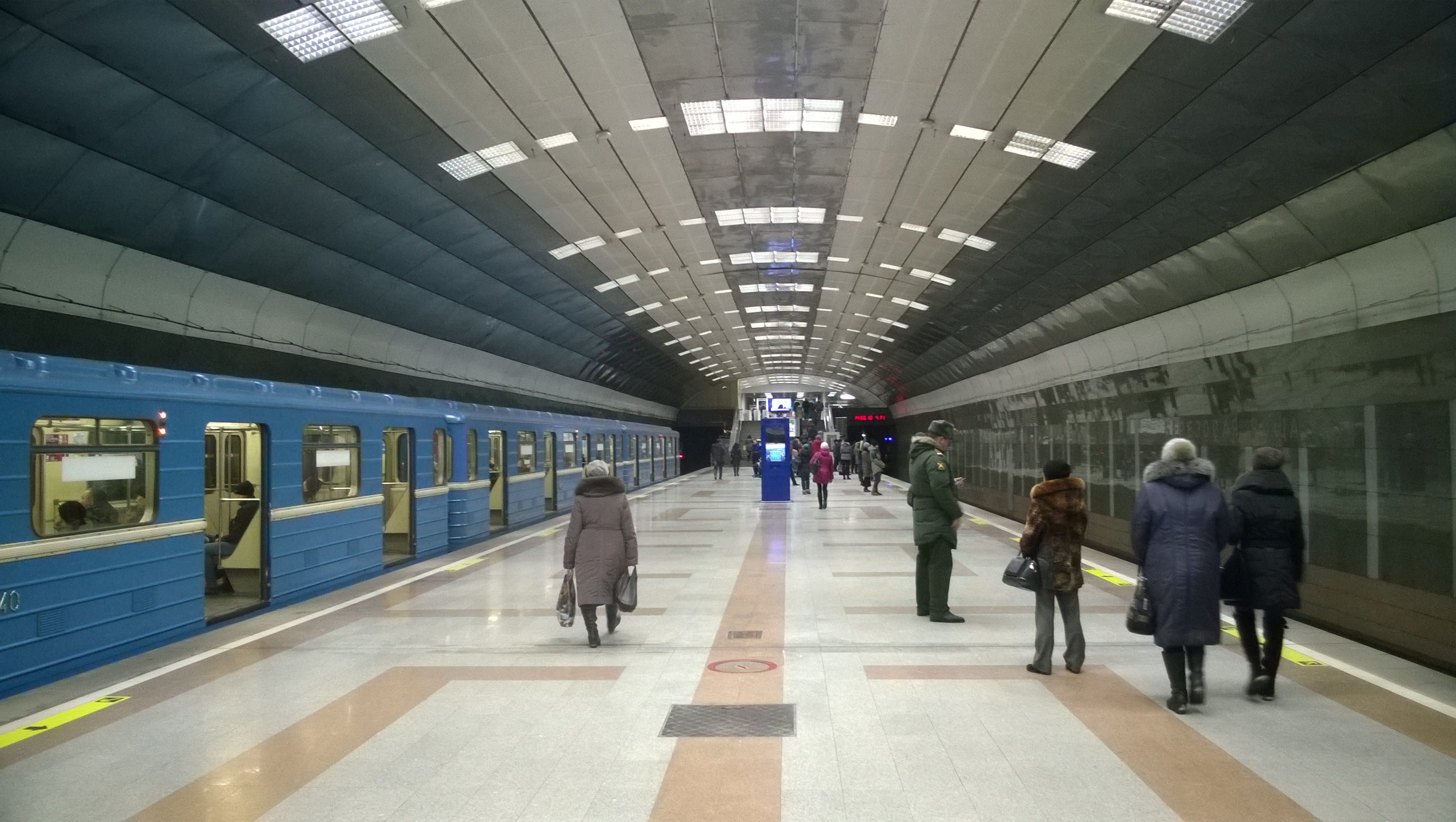
Stationshal.

Berjozovaja Rosjtsja (Russisch: Берёзовая роща) is een station van de metro van Novosibirsk. Het station maakt deel uit van de Dzerzhinskaja-lijn en werd geopend op 28 december 2000, ruim twintig jaar later dan de twee noordelijkste stations en het zuidelijkste station van de Dzerzhinskaja-lijn. Het metrostation bevindt zich in het zuiden van Novosibirsk.